# آنا لیثاران
آنا لیثاران (اسپانیایی: Anna Lizaran‎؛ ۳۱ اوت ۱۹۴۴ – ۱۲ ژانویهٔ ۲۰۱۳) یک هنرپیشه اهل اسپانیا بود. وی بین سال‌های ۱۹۷۶ تا ۲۰۱۲ میلادی فعالیت می‌کرد.
از فیلم‌ها یا برنامه‌های تلویزیونی که وی در آن نقش داشته است می‌توان به کفش پاشنه‌بلند اشاره کرد.
وی همچنین برنده جوایزی همچون جایزه کرئو د سن ژردی شده است.